# Soft dōjin
Soft dōjin (同人ソフト dōjin sofuto?) reprezintă software creat de hobbyiști⁠(d) sau grupuri de hobbyiști japonezi, mai mult pentru divertisment decât pentru profit. Termenul include jocurile digitale dōjin (同人ゲーム), echivalentul japonez al jocurilor video independente sau al jocurilor create de către fani (În plus, termenul doujin game poate include și jocuri de societate sau de cărți create de fani).
Soft dōjin este considerat parte din activitățile dōjin katsudou (activități dōjin), reprezentând aproximativ 5% din toate lucrările dōjin (conform datelor din 2015). Fenomenul a început pe microcalculatoare⁠(d) în Japonia și s-a extins pe platforme precum MSX⁠(d) și X68000⁠(d). Totuși, din anii 1990, soft dōjin s-a concentrat în principal pe platforma Microsoft Windows.
Vânzările de soft dōjin au loc în principal la convenții dōjin, precum Comiket. Există și convenții dedicate exclusiv jocurilor dōjin, cum ar fi Freedom Game (care permite doar distribuirea jocurilor gratuite) și Digital Games Expo. De asemenea, există un număr tot mai mare de site-uri web specializate care vând soft dōjin. În ultimii ani, tot mai multe jocuri dōjin au fost disponibile ca descărcări pe console⁠(d) și magazine pentru PC, precum Steam, prin intermediul editorilor de jocuri, cum ar fi Mediascape.